# 麻岗镇
麻岗镇，是中华人民共和国广东省茂名市电白区下辖的一个乡镇级行政单位。

## 行政区划
麻岗镇下辖以下地区：
麻岗社区、石苟村、白马村、仙桃园村、双目村、牛门村、山北村、大路街村、热水村、茶亭村、独楼村、石桥村、坑内村、河陂园村、海棠村、田头村、麻岗村、那笈村、后淡村、三陵村和后官田村。